# 祐民街
22°17′03.4″N 114°12′46.7″E / 22.284278°N 114.212972°E
祐民街（英語：Yau Man Street），為香港島鰂魚涌的一條道路，連接基利路和英皇道。

## 巴士總站
過海隧道巴士116線在祐民街設鰂魚涌總站，亦是唯一一條使用該巴士站的路線，該巴士站被批評沒有設立休息室，容易令車長休息不足。另外該站違泊情況嚴重，令巴士難以駛至巴士站範圍讓乘客下車。

## 柏架山吊車
1892年，柏架山吊車開始興建，起點即在祐民街（巴士總站附近），連接山上的大風坳。吊車運行四十年後並停止運作，後被清拆，吊車起點一帶則作其他發展，現今為住宅。